# NGC 5795
NGC 5795 (również PGC 53402 lub UGC 9617) – galaktyka spiralna (Sc), znajdująca się w gwiazdozbiorze Wolarza. Odkrył ją Lewis A. Swift 24 czerwca 1887 roku.